# Осовица (село)
Осовица (укр. Осовиця) — село в Золочевской городской общине Золочевского района Львовской области Украины.
Население по переписи 2001 года составляло 112 человек. Занимает площадь 0,188 км². Почтовый индекс — 80745. Телефонный код — 3265.